# Vinica (Bośnia i Hercegowina)
Vinica – wieś w Bośni i Hercegowinie, w Federacji Bośni i Hercegowiny, w kantonie dziesiątym, w gminie Tomislavgrad. W 2013 roku liczyła 718 mieszkańców, z czego większość stanowili Chorwaci.